# Matrimonio a prima vista Italia (sesta edizione)
La sesta edizione del reality show Matrimonio a prima vista Italia è andata in onda in prima serata su Real Time dal 10 marzo al 28 aprile 2021, per nove puntate.
Il programma è condotto con la presenza di tre esperti: Mario Abis (come sociologo) e Nada Loffredi (come sessuologa) - per il sesto anno consecutivo, e di Fabrizio Quattrini, in sostituzione Gerry Grassi, (come psicoterapeuta), per il terzo anno consecutivo.
L'edizione del programma viene resa disponibile in anteprima, con cadenza di un episodio a settimana (ad eccezione dei primi due, pubblicati insieme), su Discovery+ a partire dal 19 gennaio 2021.

## I partecipanti
| Coppia | Coppia              | Età | Professione  | Città                 | Decisione finale | Stato dopo alcuni mesi | Stato attuale |
| n°     | Sposi               | Età | Professione  | Città                 | Decisione finale | Stato dopo alcuni mesi | Stato attuale |
| ------ | ------------------- | --- | ------------ | --------------------- | ---------------- | ---------------------- | ------------- |
| 1      | Martina Pedaletti   | 35  | Commessa     | Roma                  | Sposati          | Sposati                | Sposati       |
| 1      | Francesco Muzzi     | 38  | Tassista     | Roma                  | Sposati          | Sposati                | Sposati       |
| 2      | Clara Campagnola    | 29  | Receptionist | Castrezzato           | Sposati          | Divorziati             | Divorziati    |
| 2      | Fabio Peronespolo   | 33  | Operaio      | San Vittore Olona     | Sposati          | Divorziati             | Divorziati    |
| 3      | Santa Marziale      | 27  | Studentessa  | San Giovanni La Punta | Divorziati       | Divorziati             | Divorziati    |
| 3      | Salvatore Bonfiglio | 33  | Edicolante   | Patti                 | Divorziati       | Divorziati             | Divorziati    |

## Ascolti
| Episodi | Nome episodio                     | Messa in onda  | Telespettatori | Share |
| ------- | --------------------------------- | -------------- | -------------- | ----- |
| 1       | La formazione delle coppie        | 10 marzo 2021  | 551.000        | 2,10% |
| 2       | Le nozze                          | 10 marzo 2021  | 622.000        | 3,20% |
| 3       | La luna di miele                  | 17 marzo 2021  | 677.000        | 2,50% |
| 4       | Tra viaggio di nozze e convivenza | 24 marzo 2021  | 648.000        | 2,40% |
| 5       | Il workshop e la convivenza       | 31 marzo 2021  | 681.000        | 2,50% |
| 6       | La convivenza                     | 7 aprile 2021  | 700.000        | 2,60% |
| 7       | Ritorni e reunion                 | 14 aprile 2021 | 822.000        | 3,10% |
| 8       | La scelta finale                  | 21 aprile 2021 | 812.000        | 3,10% |
| 9       | E poi...                          | 28 aprile 2021 | 790.000        | 3,00% |
| Media   | Media                             | Media          | 700.000        | 2,72% |